# Movies&Remixies
Movies&Remixies（ムービーズアンドリミキシーズ）は、SOUL'd OUTのリミックスアルバムである。2003年12月10日に発売された。
ファーストアルバム『SOUL'd OUT』とセカンドアルバム『To All Tha Dreamers』との間に挟んでのリリースで、リミックスアルバムとしては1枚目。

## 概要
SOUL'd OUT初のリミックスアルバムで、DVD+リミックスCDの二枚組で構成されている。一枚目がビデオクリップとインタビューや特典映像。二枚目がリミックスCD。

## 収録曲

### DISC 1
1. ウェカピポ
2. Flyte Tyme
3. Dream Drive
4. Shut Out
5. SOUL'd OUT is Comin'
6. interview

### DISC 2
1. Diggy Diggy Diggy Pt.II (ViRCAN DiMMER Mix)
当初歌詞が非公開であったが、2018年11月にリリースされたDiggy-MO'のベストアルバム『DX (ディー・テン)』の初回限定盤のボーナスディスクに収録された際に、15年越しで歌詞が公開された。
2. 円卓の騎士“JUNKOO Remix”
3. SOUL'd OUT is Comin' D.I's SOUL India Mix
4. Dream Drive“HBS”Sunset Crusin' Mixx feat.DJ TARO
5. True to myself 〜Sista Remix〜
6. Flyte Tyme“AKIRA's OUT OF STOCK REMIX”
7. ウェカピポ〜TinyVoice,Production Remix〜
8. Shut Out〜Flying Grind Mix〜